# Marisa Miller
Marisa Lee Miller, născ. Bertetta, (n. 6 august 1978, Santa Cruz, California) este un fotomodel american.

## Date biografice
Deja ca și copil era Miller cunoscută la High School, ca o bună jucătoare de volei. În 2001 se mută la Santa Barbara, California pentru a putea practica sportul nautic printre care surful, pe litoral este descoperită de fotograful Mario Testino. Primul contract ca model îl are cu magazinul pentru bărbați "Perfect 10" unde se lasă fotografiată nudă. În același an poate fi văzută pe prima pagină revistei "Sports Illustrated Swimsuit Edition". Urmează să apară pe primele pagini ale revistelor de modă Vogue, Fitness sau Shape. În anul 2004 joacă în fimul serial "Manhunt", episodul "The Search for America’s Most Gorgeous Male Model". La 4 decembrie 2007 este angajată la casa de modă Victoria’s Secret. Apare în 2008 pe locul 1 pe lista de la Maxim cu 100 de femei cele  mai frumoase din lume. În 2010 este aleasă de cititorii revistei Maxim ca cea mai sexi femeie din lume. Miller a fost căsătorită între 2000 - 2002 cu Jim Miller, iar din aprilie 2006 este căsătorită cu Griffin Guess.